# آنيش شاجانتي
آنيش شاجانتي (مواليد 30 يناير 1991) هو مخرج وسيناريست أمريكي، أشتهر لإخراجه فيلم بحث (2018).

## روابط خارجية
- آنيش شاجانتي على موقع IMDb (الإنجليزية)
- آنيش شاجانتي على موقع ألو سيني (الفرنسية)
- آنيش شاجانتي على موقع أول موفي (الإنجليزية)
- آنيش شاجانتي على موقع قاعدة بيانات الفيلم (الإنجليزية)